# Перилли, Акилле
Акилле Перилли (итал. Achille Perilli; 28 января 1927, Рим — 16 октября 2021) — итальянский художник, скульптор. С 1955 член Академии Святого Луки.

## Биография
В 1945 поступил на факультет литературы и истории искусства Римского университета, учился под руководством Лионелло Вентури и писал выпускную работу, посвященную Джорджо де Кирико, однако университет не окончил.
Первую известность в художественных кругах получил благодаря деятельности арт-группы «Форма 1» в 1947—1951 годах. Помимо Перилли в нее входили живописцы Карла Аккарди и Пьеро Дорацио, живописец, скульптор и писатель Уго Аттарди, живописец и режиссёр Мино Гуэррини, скульптор Пьетро Консагра. Все они познакомились в творческой мастерской Ренато Гуттузо.
Первая персональная выставка состоялась в 1956 году в Палаццо Строцци во Флоренции.
19 декабря 2018 года в здании Главного штаба Государственного Эрмитажа, впервые в России, открылась временная выставка работ Перилли: «Абстракционизм в Италии. Акилле Перилли». В нее вошли 35 работ художника, написанные в разный период творчества. Все работы принадлежат музею Умберто Мастроянни, который располагается в Риме.

## Творчество
Акилле Перилли является представителем такого направления в искусстве, как абстракционизм. Художники арт-группы «Форма 1», представителем которой являлся Перилли, стали первыми живописцами, прибегнувшими к абстракционизму в послевоенной Италии. Их творчество было противопоставлено официальным доктринам реалистического и символического направлений в искусстве. Также творчество группы имело социально-политический подтекст: попытку совместить формализм с марксистской идеологией, приверженцами которой были художники.
Главными элементами, которыми пользуется Перилли при написании работ, являются привычными для представителей абстракционизма. Это -использование линий, плоскостей, всевозможных геометрических объектов, которое в сочетании с контрастными цветами формирует пространство полотен Перилли. Таким способом художник пытается преодолеть «композиционные скелеты» предшествующего искусства, стремясь вырваться за границы полотна и заявить своими нескладными формами о новых архитектурно-цветовых идеалах.
Дмитрий Озерков, заведующий отделом современного искусства Государственного Эрмитажа, так высказался о творчестве Акилле Перилли: « Почерпнув очень многое в наследии „отцов“ мировой абстракции, Кандинского и Мондриана, Акилле Перилли, тем не менее, постоянно упрекал мэтров в том, что они так и не сумели преодолеть „диктат центра картины“, отказаться от „композиционного баланса“, тем самым, особенно далеко не уйдя от эстетических норм Ренессанса или барокко. В работах же самого Перилли абстрактные структуры живут своей, только им понятной жизнью, стремясь то и дело вообще вырваться за пределы полотна».